# Casino Boogie
Pistes de Exile on Main St.
Shake Your Hips
(3) Tumbling Dice
(5)
Casino Boogie est une chanson du groupe de rock britannique The Rolling Stones parue sur l'album Exile on Main St. en mai 1972. Écrite et composée par Mick Jagger et Keith Richards et produite par Jimmy Miller, la chanson est enregistrée à la Villa Nellcote, la demeure de Keith, dans le sud de la France.

## Historique
Casino Boogie a été enregistré durant les mois de juillet, octobre et novembre 1971 à la Villa Nellcôte, la demeure louée par Keith Richards dans le sud de la France avec The Rolling Stones Mobile Studio. L'enregistrement se poursuit entre janvier et mars 1972 aux studios Sunset Sound à Los Angeles, Californie.
Casino Boogie n'est pas sorti en single, n'a jamais été joué en concert par les Stones et n'apparait sur aucune compilation.

## Écriture
Se démenant pour écrire les paroles de la chanson, Mick Jagger a écrit de petites phrases aléatoires sur des morceaux de papier déchirés. Ceux-ci ont été mélangés puis choisis un par un par les membres du groupe. L'ordre des paroles sur le disque est le même ordre dans lequel elles ont été choisies.

## Analyse artistique
La chanson a été écrite en accordage sol ouvert avec le capodastre à la deuxième frette en la mettant en la. Son riff d'ouverture n'est jamais revisité dans le reste de la chanson. Après le dernier couplet, l'outro instrumental comprend un long solo de guitare de Mick Taylor jusqu'au fondu.
La chanson a un rythme blues simple qui produit la sensation de "boogie". Les chœurs de Keith Richards et le solo de saxophone de Bobby Keys sont d'autres caractéristiques du morceau.

## Personnel
Crédités:
- Mick Jagger: chant
- Keith Richards: guitare électrique, basse, choeurs
- Charlie Watts: batterie
- Mick Taylor: guitare électrique
- Nicky Hopkins: piano
- Bobby Keys: saxophone.